# Grateloup-Saint-Gayrand
Pour les articles homonymes, voir Grateloup.
Grateloup-Saint-Gayrand est une commune du Sud-Ouest de la France, située dans le département de Lot-et-Garonne (région Nouvelle-Aquitaine).

## Géographie

### Localisation
Commune située à 2 km au nord-est de Tonneins sur le Tolzac.

### Communes limitrophes
Les communes limitrophes sont  Brugnac, Clairac, Laparade, Tonneins, Varès et Verteuil-d'Agenais.
|          | Verteuil-d'Agenais      | Brugnac  |
| Varès    | Grateloup-Saint-Gayrand | Laparade |
| Tonneins | Clairac                 |          |

### Climat
Pour des articles plus généraux, voir Climat de la Nouvelle-Aquitaine et Climat de Lot-et-Garonne.
Historiquement, la commune est exposée à un climat océanique aquitain.  
En 2020, Météo-France publie une typologie des climats de la France métropolitaine dans laquelle la commune est dans une zone de transition entre le climat océanique et le climat océanique altéré et est dans la région climatique Aquitaine, Gascogne, caractérisée par une pluviométrie abondante au printemps, modérée en automne, un faible ensoleillement au printemps, un été chaud (19,5 °C), des vents faibles, des brouillards fréquents en automne et en hiver et des orages fréquents en été (15 à 20 jours).
Pour la période 1971-2000, la température annuelle moyenne est de 13,5 °C, avec une amplitude thermique annuelle de 15,1 °C. Le cumul annuel moyen de précipitations est de 794 mm, avec 10,7 jours de précipitations en janvier et 6,8 jours en juillet. Pour la période 1991-2020, la température moyenne annuelle observée sur la station météorologique la plus proche, située sur la commune de Verteuil-d'Agenais à 5 km à vol d'oiseau, est de 13,8 °C et le cumul annuel moyen de précipitations est de 821,3 mm,. Pour l'avenir, les paramètres climatiques de la commune estimés pour 2050 selon différents scénarios d’émission de gaz à effet de serre sont consultables sur un site dédié publié par Météo-France en novembre 2022.

## Urbanisme

### Typologie
Au 1er janvier 2024, Grateloup-Saint-Gayrand est catégorisée commune rurale à habitat très dispersé, selon la nouvelle grille communale de densité à sept niveaux définie par l'Insee en 2022.
Elle est située hors unité urbaine. Par ailleurs la commune fait partie de l'aire d'attraction de Tonneins, dont elle est une commune de la couronne,. Cette aire, qui regroupe 11 communes, est catégorisée dans les aires de moins de 50 000 habitants,.

### Occupation des sols

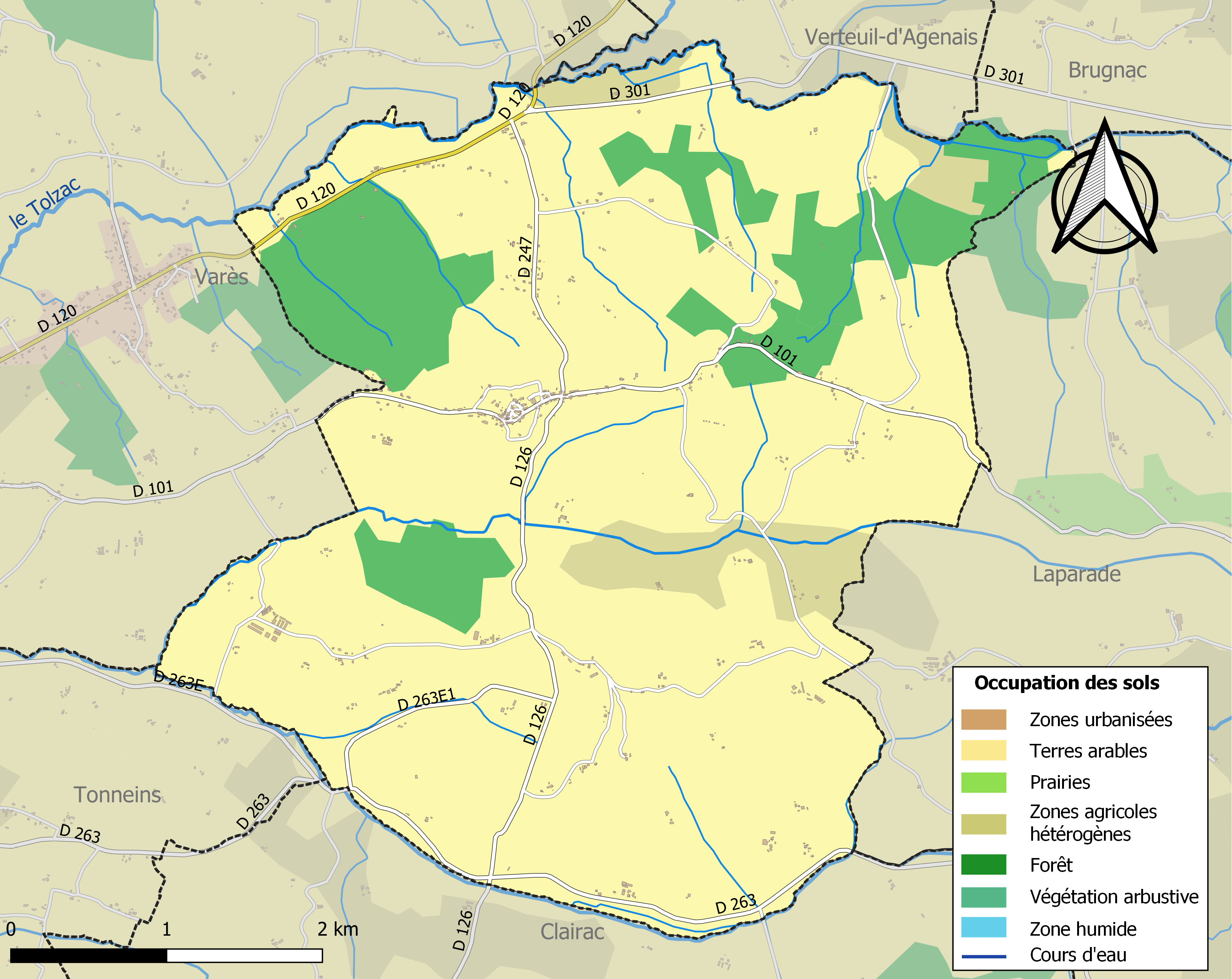
Carte des infrastructures et de l'occupation des sols de la commune en 2018 (CLC).

L'occupation des sols de la commune, telle qu'elle ressort de la base de données européenne d’occupation biophysique des sols Corine Land Cover (CLC), est marquée par l'importance des territoires agricoles (85 % en 2018), en diminution par rapport à 1990 (87,6 %). La répartition détaillée en 2018 est la suivante : 
terres arables (79,4 %), forêts (15 %), zones agricoles hétérogènes (5,6 %). L'évolution de l’occupation des sols de la commune et de ses infrastructures peut être observée sur les différentes représentations cartographiques du territoire : la carte de Cassini (XVIIIe siècle), la carte d'état-major (1820-1866) et les cartes ou photos aériennes de l'IGN pour la période actuelle (1950 à aujourd'hui).

### Risques majeurs
Le territoire de la commune de Grateloup-Saint-Gayrand est vulnérable à différents aléas naturels : météorologiques (tempête, orage, neige, grand froid, canicule ou sécheresse), inondations, mouvements de terrains et séisme (sismicité très faible). Un site publié par le BRGM permet d'évaluer simplement et rapidement les risques d'un bien localisé soit par son adresse soit par le numéro de sa parcelle.
Certaines parties du territoire communal sont susceptibles d’être affectées par le risque d’inondation par une crue à  débordement lent de cours d'eau, notamment le Tolzac et la Torgue. La commune a été reconnue en état de catastrophe naturelle au titre des dommages causés par les inondations et coulées de boue survenues en 1982, 1983, 1993, 1999, 2009, 2013 et 2021,.
Les mouvements de terrains susceptibles de se produire sur la commune sont des tassements différentiels.

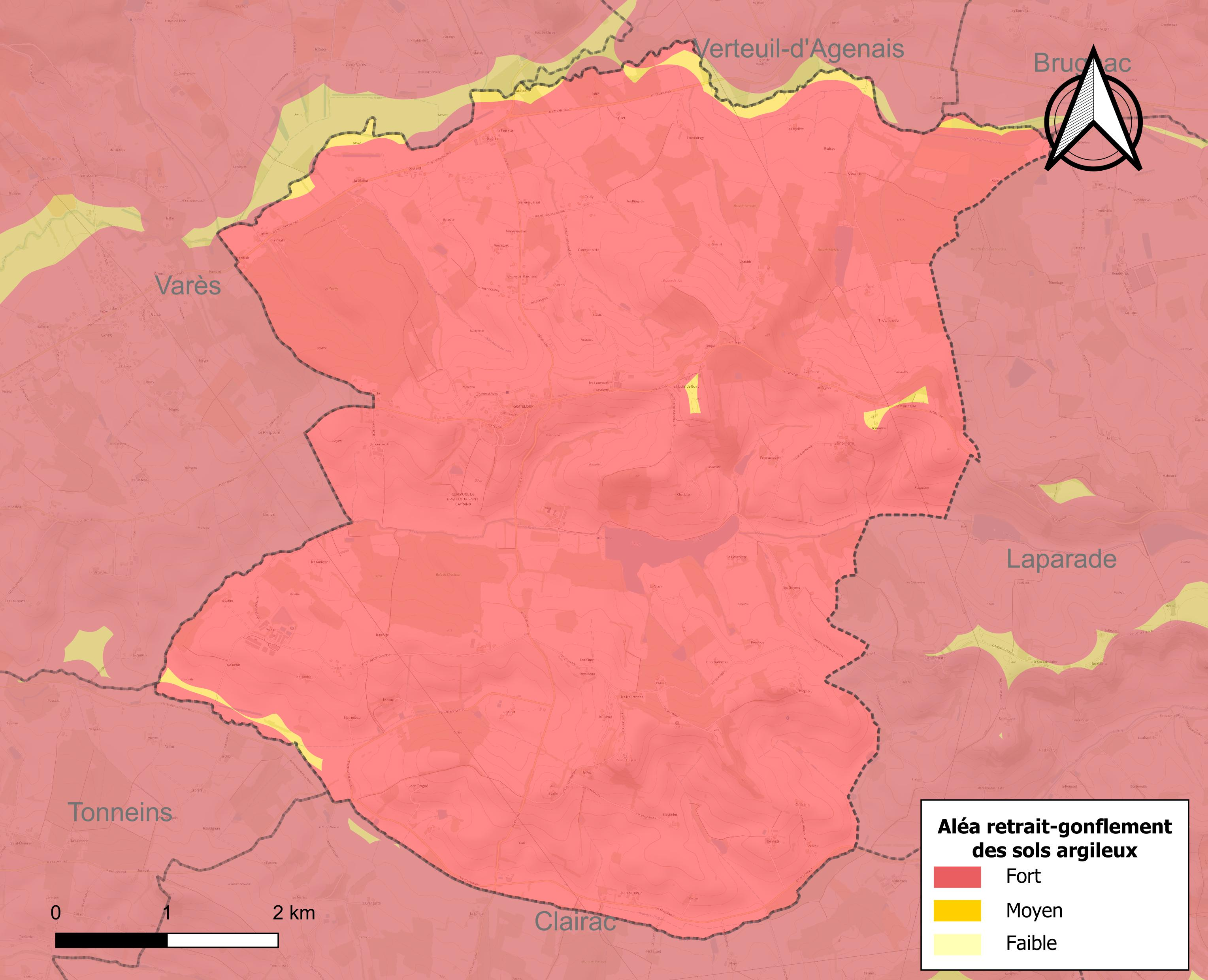
Carte des zones d'aléa retrait-gonflement des sols argileux de Grateloup-Saint-Gayrand.

Le retrait-gonflement des sols argileux est susceptible d'engendrer des dommages importants aux bâtiments en cas d’alternance de périodes de sécheresse et de pluie. La totalité de la commune est en aléa moyen ou fort (91,8 % au niveau départemental et 48,5 % au niveau national). Depuis le 1er octobre 2020, en application de la loi ELAN, différentes contraintes s'imposent aux vendeurs, maîtres d'ouvrages ou constructeurs de biens situés dans une zone classée en aléa moyen ou fort,.
Concernant les mouvements de terrains, la commune a été reconnue en état de catastrophe naturelle au titre des dommages causés par la sécheresse en 1989, 2003 et 2017 et par des mouvements de terrain en 1999.

## Toponymie
Grateloup-Saint-Gayrand tirerait son nom de la langue d'Oc : bien que chacun des termes *Grat et *Lup puisse avoir une origine pré-indo-européenne, on interprète généralement Grateloup comme un lieu « où le loup gratte la terre ». En occitan gratte s’écrit grata et loup lop, soit « gratte-loup » ou « (là) gratte le loup ».
L'hagionyme "Saint-Gayrand" viendrait soit de Girand, un moine du Xe siècle soit de saint Gérand qui fut évêque d’Auxerre, mort en 914.
Grateloup-Saint-Gayrand étant à la limite des domaines linguistiques d'oc gascon et guyennais, les lieux-dits anciens y sont issus de l'un ou de l'autre, par exemple Meytadès, Baquérot pour le gascon, les Boyers, Bouchou pour le guyennais…

## Histoire
Grateloup fut le théâtre d'une des dernières persécutions de « sorcière » de la fin de XVIIe siècle : selon les registres de l'évêché d'Agen, en 1662, une dénommée Catherine Lapeyre fut, semble-t-il, sommairement jugée par un collège d’ecclésiastiques à l'abbaye de Clairac et probablement battue à mort par des villageois (« usque ad mortem percussa esse ferunt »). La famille Lapeyre paraît en réalité avoir été de confession calviniste et cet épisode pourrait être l'une des manifestations de la haine interconfessionnelle qui a marqué la vie du village jusqu'au XIXe siècle (nombreuses plaintes et procès mentionnés dans les Archives départementales).
Le décret de lois n° 2002-500 du 10 avril 2002 (J.O. "Lois et Décrets" n° 87, 13 avril 2002, page 6536 NOR: INTA0200064D) entérine le changement de nom de la commune de Grateloup qui devient Grateloup-Saint-Gayrand.

## Politique et administration
| Période                                  | Période   | Identité          | Étiquette | Qualité                         |
| ---------------------------------------- | --------- | ----------------- | --------- | ------------------------------- |
| Les données manquantes sont à compléter. |           |                   |           |                                 |
| Mars 2001                                | Mars 2014 | Louise Vayssières | SE        | Retraité - Secrétaire de mairie |
| Mars 2014                                | Mars 2020 | Alain Prédour     | DVG       |                                 |
| Mars 2020                                | En cours  | Nadine Zanardo    | SE        | Retraité                        |

## Démographie
L'évolution du nombre d'habitants est connue à travers les recensements de la population effectués dans la commune depuis 1793. Pour les communes de moins de 10 000 habitants, une enquête de recensement portant sur toute la population est réalisée tous les cinq ans, les populations de référence des années intermédiaires étant quant à elles estimées par interpolation ou extrapolation. Pour la commune, le premier recensement exhaustif entrant dans le cadre du nouveau dispositif a été réalisé en 2006.

En 2022, la commune comptait 470 habitants, en évolution de +9,3 % par rapport à 2016 (Lot-et-Garonne : −0,18 %, France hors Mayotte : +2,11 %).
| 1793  | 1800 | 1806 | 1821 | 1831 | 1836 | 1841 | 1846 | 1851 |
| ----- | ---- | ---- | ---- | ---- | ---- | ---- | ---- | ---- |
| 1 600 | 489  | 569  | 551  | 645  | 614  | 626  | 570  | 575  |

| 1856 | 1861 | 1866 | 1872 | 1876 | 1881 | 1886 | 1891 | 1896 |
| ---- | ---- | ---- | ---- | ---- | ---- | ---- | ---- | ---- |
| 570  | 593  | 589  | 560  | 530  | 529  | 485  | 483  | 457  |

| 1901 | 1906 | 1911 | 1921 | 1926 | 1931 | 1936 | 1946 | 1954 |
| ---- | ---- | ---- | ---- | ---- | ---- | ---- | ---- | ---- |
| 445  | 419  | 390  | 323  | 356  | 329  | 329  | 307  | 307  |

| 1962 | 1968 | 1975 | 1982 | 1990 | 1999 | 2006 | 2011 | 2016 |
| ---- | ---- | ---- | ---- | ---- | ---- | ---- | ---- | ---- |
| 326  | 338  | 458  | 451  | 452  | 416  | 419  | 447  | 430  |

| 2021 | 2022 | - | - | - | - | - | - | - |
| ---- | ---- | - | - | - | - | - | - | - |
| 455  | 470  | - | - | - | - | - | - | - |

## Lieux et monuments
- Château de Lagarde inscrit aux monuments historiques en 1996[26].
- Motte castrale de Grateloup ou de Vidouze, au bourg[27].
- Église Saint-Gayrand inscrit aux monuments historiques en 1996[28].
- Église Saint-Caprais de Grateloup[29]. Elle est inscrite à l'Inventaire général du patrimoine culturel[29].
- Mairie-école de Grateloup[30].

## Personnalités liées à la commune
- Jean Pierre Sylvestre Grateloup (lien avec la commune, sauf d'homonymie ?) : médecin et un naturaliste français.